# Norby il robot stravagante
Norby, il robot scombinato (Norby the Mixed-Up Robot) è un romanzo breve di fantascienza per ragazzi scritto da Janet e Isaac Asimov e pubblicato nel 1983. È il primo capitolo della serie dedicata alle avventure del robot Norby e del suo padroncino Jeff.
È stato pubblicato in italiano per la prima volta nel 1985.

## Trama
Jeff è un ragazzo goffo e impacciato, che dopo aver combinato un guaio con i computer dell'accademia spaziale in cui studia, viene rispedito sulla terra da suo fratello maggiore per paura che abbia imparato qualche segreto di Stato, con l'obbligo di comprarsi un robot professore in grado di spiegare in modo eccellente per poter studiare comunque. Alla fine Jeff, per non spendere tanto, decide di guardare i modelli più vecchi, dove trova un robot molto particolare, con il busto costituito solo da una scatola di chiodi Norb. Dopo vari avvertimenti molto duri del commesso, Jeff decide di comprarlo nonostante secondo il venditore mostrasse qualche problema, scegliendo per lui il nome Norby.